# Circondario di Plön
Il circondario di Plön (in tedesco Kreis Plön) è uno dei circondari del Land tedesco dello Schleswig-Holstein.

## Geografia antropica

### Suddivisioni amministrative
(Tra parentesi i dati della popolazione al 31 dicembre 2021)
Città e comuni non appartenenti a comunità amministrative
- Ascheberg (Holstein) (2 929)
- Bönebüttel (2 037)
- Bösdorf (1 342)
- Plön, città (8 943)
- Preetz, città (16 005)
- Schwentinental, città (13 873)

Comunità amministrative (* = Sede amministrativa)
- 1. Amt Bokhorst-Wankendorf

1. Belau (390)
2. Großharrie (476)
3. Rendswühren (765)
4. Ruhwinkel (964)
5. Schillsdorf (850)
6. Stolpe (1 333)
7. Tasdorf (342)
8. Wankendorf* (2 916)

- 2. Amt Großer Plöner See
[Sede: Plön]

1. Bosau (3 409) (fa parte del Circondario dell'Holstein Orientale)
2. Dersau (917)
3. Dörnick (255)
4. Grebin (1 001)
5. Kalübbe (586)
6. Lebrade (605)
7. Nehmten (305)
8. Rantzau (342)
9. Rathjensdorf (469)
10. Wittmoldt (166)

- 3. Amt Lütjenburg

1. Behrensdorf (Ostsee) (627)
2. Blekendorf (1 666)
3. Dannau (597)
4. Giekau (1 010)
5. Helmstorf (302)
6. Högsdorf (409)
7. Hohenfelde (1 019)
8. Hohwacht (Ostsee) (854)
9. Kirchnüchel (186)
10. Klamp (636)
11. Kletkamp (92)
12. Lütjenburg*, città (5 265)
13. Panker (1 379)
14. Schwartbuck (778)
15. Tröndel (366)

- 4. Amt Preetz-Land

1. Barmissen (159)
2. Boksee (467)
3. Bothkamp (270)
4. Großbarkau (252)
5. Honigsee (458)
6. Kirchbarkau (793)
7. Klein Barkau (271)
8. Kühren (610)
9. Lehmkuhlen (1 278)
10. Löptin (275)
11. Nettelsee (428)
12. Pohnsdorf (399)
13. Postfeld (430)
14. Rastorf (800)
15. Schellhorn* (1 513)
16. Wahlstorf (447)
17. Warnau (371)

- 5. Amt Probstei

1. Barsbek (552)
2. Bendfeld (199)
3. Brodersdorf (394)
4. Fahren (131)
5. Fiefbergen (534)
6. Höhndorf (453)
7. Köhn (755)
8. Krokau (404)
9. Krummbek (396)
10. Laboe (5 344)
11. Lutterbek (338)
12. Passade (346)
13. Prasdorf (424)
14. Probsteierhagen (2 230)
15. Schönberg (Holstein)* (6 347)
16. Stakendorf (470)
17. Stein (764)
18. Stoltenberg (320)
19. Wendtorf (967)
20. Wisch (701)

- 6. Amt Schrevenborn

1. Heikendorf* (8 498)
2. Mönkeberg (4 143)
3. Schönkirchen (6 811)

- 7. Amt Selent/Schlesen
[Sede: Schwentinental]

1. Dobersdorf (1 077)
2. Fargau-Pratjau (837)
3. Lammershagen (245)
4. Martensrade (958)
5. Mucheln (582)
6. Schlesen (562)
7. Selent (1 687)